# Jerzy (arcybiskup Cypru)
Jerzy, imię świeckie Georgios Papachrysostomou (ur. 25 maja 1949 w Athienou) – cypryjski biskup prawosławny. Od grudnia 2022 r. zwierzchnik Kościoła Cypru z tytułem arcybiskupa Nowej Justyniany i całego Cypru.

## Życiorys
W 1967 ukończył Gimnazjum Pancypryjskie w Nikozji i podjął studia na kierunku chemia na uniwersytecie w Atenach, ukończone w 1972. Cztery lata później podjął na tej samej uczelni studia w zakresie teologii prawosławnej, które ukończył w 1980. Studia w zakresie chemii i teologii kontynuował następnie w Wielkiej Brytanii. 23 grudnia 1984 został wyświęcony na diakona, zaś 17 marca 1985 złożył przed arcybiskupem Nowej Justyniany i całego Cypru Chryzostomem śluby zakonne, przyjął święcenia kapłańskie i otrzymał godność archimandryty. Od 1994 był sekretarzem Świętego Synodu Cypryjskiego Kościoła Prawosławnego. Równolegle pracował w szkołach średnich jako nauczyciel chemii. 
W 1989 został aresztowany przez wojska tureckie w czasie pokojowego protestu przeciwko funkcjonowaniu nieuznawanego przez społeczność międzynarodową Cypru Północnego. Jego sprawa była następnie przedmiotem obrad Europejskiej Rady Praw Człowieka, która w 1994 upomniała Turcję za łamanie praw człowieka na Cyprze i nałożyła nań karę pieniężną.
24 kwietnia 1996 został nominowany na biskupa Arsinoe, 26 maja tego samego roku przyjął chirotonię biskupią. 29 grudnia 2006 został wybrany na metropolitę Pafos. Po śmierci Chryzostoma II, z urzędu, jako metropolita Pafos, został strażnikiem tronu arcybiskupiego, aż do wyboru nowego arcybiskupa.
W czerwcu 2016 r. był członkiem delegacji Kościoła Cypru na Święty i Wielki Sobór Kościoła Prawosławnego.
Przewodniczy synodalnym komisjom bioetyki i edukacji oraz reprezentuje Cypryjski Kościół Prawosławny na konferencjach międzykościelnych oraz w dialogu z Kościołem katolickim.
24 grudnia 2022 r. został wybrany na nowego arcybiskupa Cypru. W decydującym głosowaniu otrzymał 11 głosów biskupów Kościoła Cypru, przy czterech oddanych na biskupa Limassol Atanazego i jednym wstrzymującym się.
Początkowo błędnie nazywano go Jerzym III, co później zostało zdementowane przez biuro prasowe Kościoła Cypru.